# Escola Pia de Sarrià
L'Escola Pia de Sarrià és un edifici religiós i docent, situat al carrer de la Immaculada, 25-35, del barri de Sant Geravsi - la Bonanova de Barcelona, catalogat com a bé amb elements d'interès (categoria C). Acull l'Escola Pia de Sarrià-Calassanç, un dels vint centres de les Escoles Pies de Catalunya, que ofereix educació infantil, primària, ESO, batxillerat, batxillerat dual (espanyol i estatunidenc), formació professional i formació online.

## Història
Va ser projectat per l'arquitecte Eduard Mercader i Sacanella, tot i que l'obra s'atribueix a Francesc Mariné i Martorell, arquitecte municipal de Sarrià. Va ser inaugurat el 1894 com a internat dels Escolapis de Barcelona, i el 1929 va obtenir el títol de Reial, atorgat per Alfons XIII, que l'any següent va visitar les instal·lacions. El 1933, amb la instauració de la república, el col·legi va passar a anomenar-se Mútua Escolar J. Gispert. El 1936, els religiosos hagueren de deixar el col·legi, i el 1939, un cop acabada la Guerra Civl, el van recuperar.

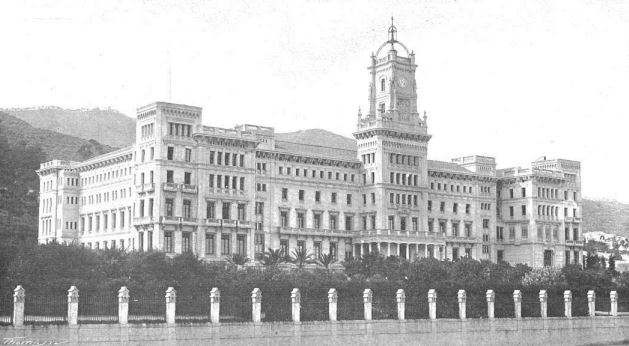
El col·legi el 1906

## Descripció
L'edifici, d'estil historicista, té una planta en forma d'«U», amb un cos central més gran, paral·lel al carrer d'accés, i dos laterals. Consta de planta baixa i tres pisos, excepte les cantonades de l’edifici, que disposen d'una planta més. Al centre del cos central hi ha un torreó, avançat respecte a l'alineació de façana, sustentat per columnes en porxo, i a la part superior hi ha l'escut del centre, un gran rellotge i finalment el campanar, que recolza sobre una arqueria de ferro basada en la tècnica dels germans Eiffel. El projecte original preveia uns torreons als extrems, que no s'arribaren a construir.